# Piața Alecu Russo din Chișinău
Piața Alecu Russo (până în 1992 piața Dimitrov, între anii 1959-1981 Ploșcead' Vossoedinenia) se află în sectorul Râșcani, la intersecția bd. Moscova cu străzile Kiev, Alecu Russo și Bogdan Voievod. A început să se configureze în 1959, o dată cu construirea blocurilor de locuit cu cinci etaje de pe străzile Kiev și Alecu Russo. În anii 1960-1970 au fost edificate trei blocuri de locuit cu 11 etaje (arhitect V. Șalaghinov) și 9 etaje din panouri prefabricate, care împreună cu o clădire de 18 etaje (str. Alecu Russo 1) au delimitat teritorial aria pieței dinspre est. Din partea de sud-vest piața este deschisă, marginită de scuarul fostului Palat de cultură al Sindicatelor (1971, arhitect D. Palatnik), plantat cu specii de conifere și foioase decorative.